# Parafia Niepokalanego Poczęcia Najświętszej Maryi Panny w Nowej Wsi Lęborskiej
Parafia Niepokalanego Poczęcia Najświętszej Maryi Panny w Nowej Wsi Lęborskiej – rzymskokatolicka parafia w Nowej Wsi Lęborskiej. Należy do dekanatu lęborskiego diecezji pelplińskiej.
Erygowana w 1974 roku.